# Синайские горы

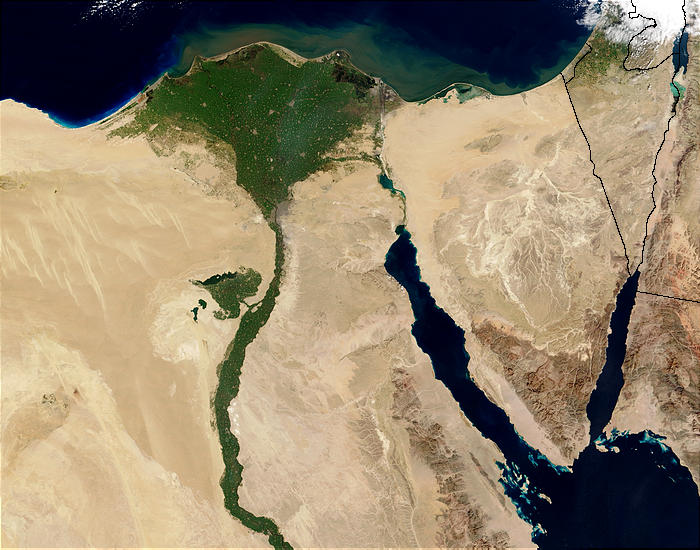
Области Синайской складчатости. Вид из космоса

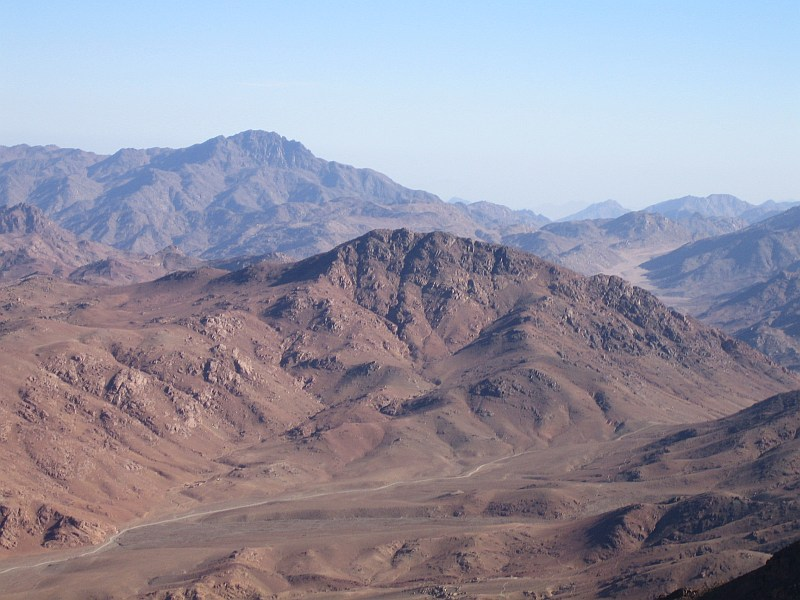
Типичный ландшафт Синайских гор, расчленённых сухими руслами вади

Синайские горы — область складчатости, занимающая южную часть Синайского полуострова, Египет. Образовались в поздний период формирования Нубийско-Аравийского щита. Поднимаются постепенно с севера (где расположены сильно расчленённые каменистые плато Эгма и Эт-Тих высотой 500-1 000 м) на юг, обрываясь затем крутыми склонами к узкой песчаной низменности у берегов Красного моря.

## Описание
Состоят преимущественно из гранитов, гнейсов, кристаллических сланцев. Большую часть горного региона занимает практически безводная и каменистая Синайская пустыня. Максимальная высота над уровнем моря — 2637 м: гора Святой Екатерины — высшая точка Египта. Также с древних времён широко известна гора Синай, у которой расположен православный Монастырь Святой Екатерины (возведён между 330—557 гг.). Накануне арабско-мусульманских нашествий VII века и некоторое время после их в горах укрывались остатки местного христианского населения. В настоящее время горы населяют только небольшие группы синайских бедуинов. У побережья Красного моря развит туризм, там появилось много современных курортных городов (например, Шарм-эш-Шейх), откуда туристы совершают экскурсии в горы, знаменитые своими необычаемыми формами и силуэтами, полученными в результате многовековой ветровой эрозии.